# Hyperolius fusciventris
Hyperolius fusciventris es una especie de anfibios nocturnos de la familia Hyperoliidae.
Habita en Benín, Camerún, Costa de Marfil, Ghana, Guinea, Liberia, Nigeria, Sierra Leona y Togo.
Su hábitat natural incluye bosques tropicales o subtropicales secos y a baja altitud, pantanos, marismas de agua dulce, corrientes intermitentes de agua dulce, jardines rurales, zonas previamente boscosas ahora degradadas y estanques.
Está amenazada de extinción por la pérdida de su hábitat natural. 